# St John's Co-Cathedral
St John's Co-Cathedral (maltesisk: Kon-Katidral ta' San Ġwann) er en romerskkatolsk co-katedral i Valletta på Malta, der er dedikeret til Johannes Døberen. Den blev opført af Johanniterordenen mellem 1572 og 1577, efter at være blevet bestilt af stormester Jean de la Cassière som Conventual Church of Saint John (maltesisk: Knisja Konventwali ta' San Ġwann).
35°53′52″N 14°30′46″Ø / 35.89778°N 14.51278°Ø